# Shashi Wadhwa
Shashi Wadhwa ( 20 de julio de 1948) es una científica médica india.En 2012 se convirtió en decana del All India Institute de Ciencias médicas de la India, Nueva Delhi. 

## Trayectoria
Shashi Wadhwa recibió su título de posgrado en medicina de Jabalpur Medical College en Madhya Pradesh en 1970. Después se unió al Departamento de Anatomía de AIIMS, el Instituto de Ciencias Médicas de la India, para realizar estudios de posgrado que condujeron a su máster y más tarde a su doctorado.

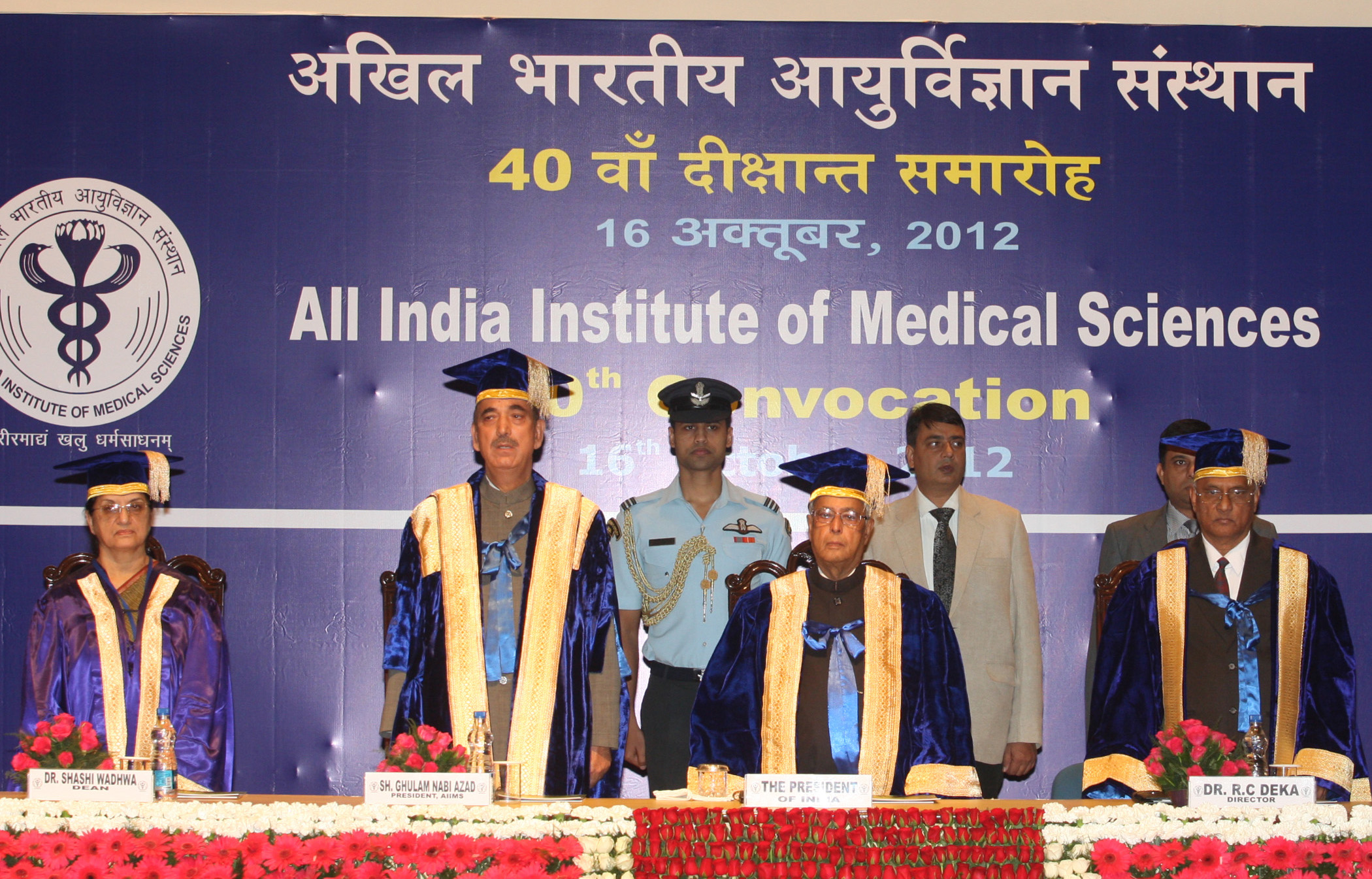
Dr. Shashi Wadhwa en la 40.ª Convocatoria Anual del Instituto de Ciencias Médicas de la India (AIIMS), en Nueva Delhi el 16 de octubre de 2012

Shashi trabajó hasta su jubilación como profesora y, finalmente, en 2012 se convirtió en decana del Departamento de Anatomía. 
Ha enseñado y capacitado a estudiantes universitarios y posgraduados de masters y doctorado. 
Sus principales intereses de investigación son la neurobiología del desarrollo, la morfología cuantitativa y la microscopía electrónica. Su laboratorio se centró principalmente en el cerebro humano en desarrollo.    

### Investigación
Su laboratorio se ha centrado principalmente en el cerebro humano en desarrollo. Se han estudiado la médula espinal humana, la vía visual, los núcleos cerebelosos y la inervación autónoma de la vejiga urinaria humana. Esto ha sido para resaltar los períodos de tiempo críticos durante los cuales estas regiones son susceptibles a alteraciones en el microambiente del feto que podrían resultar en anomalías del desarrollo relacionadas. Los estudios proporcionaron datos de referencia para compararlos con material patológico y experimentos con animales, y ayudaron a comprender mejor los procesos implicados en el desarrollo de estas regiones a nivel molecular. 
Tiene 67 publicaciones de investigación internacionales y 37 nacionales, 27 capítulos en libros y ha editado/coeditado 13 libros y monografías.

## Premios y reconocimientos
Shashi Wadhwa es miembro electa de la Academia Nacional de Ciencias Médicas reconocida por su trabajo con numerosos premios y honores.Desde 1999 es miembro de la Sociedad contra el Cáncer de la India.
- En 1990 ganó el premio Shanti Swarup Bhatnagar de CSIR
- En 2013 el premio BK Bachhawat Lifetime Achievement Award.[2]

Tiene membresías vitalicias con:
- La Organización Internacional de Investigación del Cerebro
- El Grupo Indio de la Sociedad Internacional de Estereología
- La Academia India de Neurociencias
- La Sociedad de microscopía electrónica de la India
- La Asociación de Ciencias Morfológicas de Delhi